# 柳本道秋
柳本 道秋（やなぎもと/やないもと みちあき）は、戦国時代の武将。

## 概要
道秋の出自は不明だが、柳本賢治や柳本甚次郎が没しても当主となることがなかったことから、賢治に柳本姓を与えられていたとかんがえられる。道秋が柳本姓を名乗ったのは、賢治に道秋の家格を上昇させる目的があったためである。
道秋は賢治の使者を複数回務めており、柳本春重との連署状も確認できることから、立場としては春重や柳本治頼・柳本治安・柳本吉久らと近かったと考えられる。
賢治の死後も柳本孫七郎とともに本願寺攻めに加わっているなど、少なくとも天文14年（1545年）までは活動が確認できる。